# I2P
Az Invisible Internet Project (I2P) magyarul A láthatatlan internet projekt olyan szabad szoftver, amelynek segítségével névtelen (anonim, vagy pszeudonim, azaz majdnem névtelen), cenzúrának ellenálló, Peer-to-peer kommunikáció építhető ki. A I2P-féle VPN egy egyszerű réteg, amelyet a programok névtelenül tudnak használni az egymás közötti biztonságos üzenetküldésre, egy elosztott és dinamikus hálózaton keresztül.
Az I2P szigorúan üzenet-alapú (mint az IP), de elérhető hozzá egy bővítménykönyvtár, amelynek segítségével megbízható adatfolyam alakítható ki (mint a TCP, viszont a 0.6-os verziótól kezdődően már az UDP alapú SSU átvitel is használható). Minden kommunikáció titkosított végponttól végpontig, egy üzenet elküldésekor összesen négyfázisú titkosítás történik. Maguk a végpontok is kriptografikus azonosítók (lényegében egy nyilvános kulcs-pár).